# Vesalkletten
Vesalkletten är en bergstopp i Antarktis. Den ligger i Östantarktis. Norge gör anspråk på området. Toppen på Vesalkletten är 2 358 meter över havet.
Terrängen runt Vesalkletten är platt åt sydväst, men åt nordost är den kuperad. Trakten är obefolkad. Det finns inga samhällen i närheten.